# 狩野芳崖

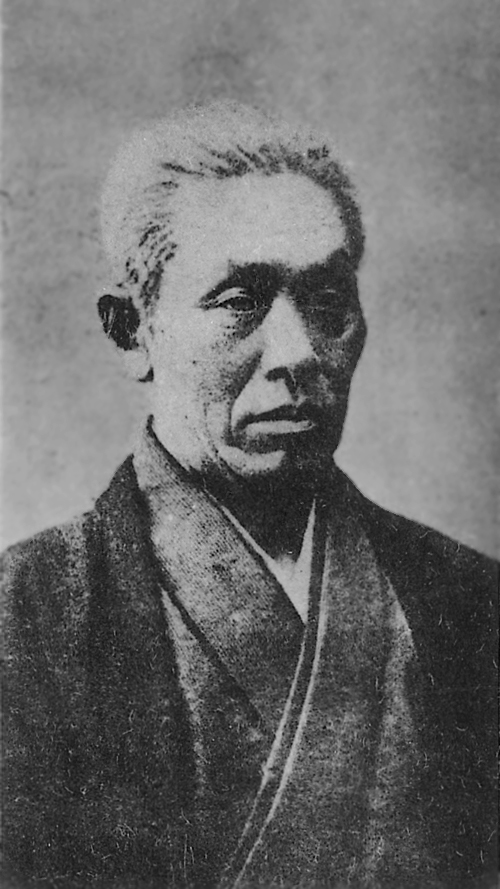
狩野芳崖

『悲母観音』（東京芸術大学蔵、重要文化財）

狩野 芳崖（かのう ほうがい、文政11年1月13日〈1828年2月27日〉 -　明治21年〈1888年〉11月5日）は、幕末から明治期の日本画家。近代日本画の父と称される画家のひとり。幼名は幸太郎。名は延信（）、雅道（）。号は松隣、皐隣。
盟友たる橋本雅邦と共に、日本画において江戸時代と明治時代を橋渡しする役割を担うと共に、河鍋暁斎、菊池容斎らと狩野派の最後を飾った。

## 生涯

### 生い立ち
1828年長府印内（現・下関市長府印内町）で、長府藩狩野派の御用絵師だった狩野晴皐の家に生まれる。芳崖の狩野家は、桃山時代に狩野松栄から狩野姓を許された松伯に起源を発し、3代洞晴（どうせい）のとき長府藩御用絵師となり、5代察信（さつしん）の時代に長府に移り住んだ。芳崖はその8代目に当たる。
芳崖も幼い頃から、父の後を継ぐべく画道に励んだ。少年時代の作品は10点近く現存しており、早熟の才能を示している。弘化3年（1846年）19歳で、父も学んだ木挽町狩野家（江戸狩野）に入門、狩野雅信（勝川院）に学ぶ。嘉永3年（1850年）には弟子頭となり、同年同日入門し生涯の友になる橋本雅邦と共に「竜虎」「勝川院の二神足」と称された。画塾修了の証として、勝川院雅信から「勝海雅道」の号と名を与えられる。この頃、父の修行仲間で当時画塾で顧問役を務めていた三村晴山の紹介により、近くで塾を開いていた佐久間象山と出会い、その薫陶を受ける。芳崖は象山を慕うあまり、その書風も真似したといわれる。

### 芳崖として
その後、藩から父とは別に30石の禄を給され、御用絵師として江戸と長府を往復する生活を送る。安政4年（1857年）近郷の医師の娘よしと結婚。幕末の動乱期には、戦勝祈願の絵馬「武内宿禰投珠図」（忌宮神社蔵）や、「馬関海峡測量図」（下関市立長府図書館蔵）を描くなど、当時の社会と密接した芳崖の活動がうかがえる。この頃、自ら旧套を脱し一頭地を出る意味を持つ雅号を探り、禅の「禅の極致は法に入れて法の外に出ることだ」という教えから、法外と音通の「芳崖」の号を使い始めた伝えられる。
明治維新後、いわゆる「武士の商法」で養蚕業などを行うが失敗、生活の糧を得るため不本意ながら南画風の作品や、近所の豪農や庄屋の屋敷に出向き、襖や杉戸絵を描いた。明治10年（1877年）惨憺たる窮状に見かねた友人たちの勧めで上京したが困窮は変わらず、日給30銭で陶磁器の下絵を描くなどして糊口をしのいだ。明治12年（1879年）芳崖の窮状を見かねた雅邦や同門の木村立嶽の紹介で、島津家雇となり、月給20円を支給されて3年かけて「犬追物図」（尚古集成館蔵）を制作する。

### フェノロサとの出会い

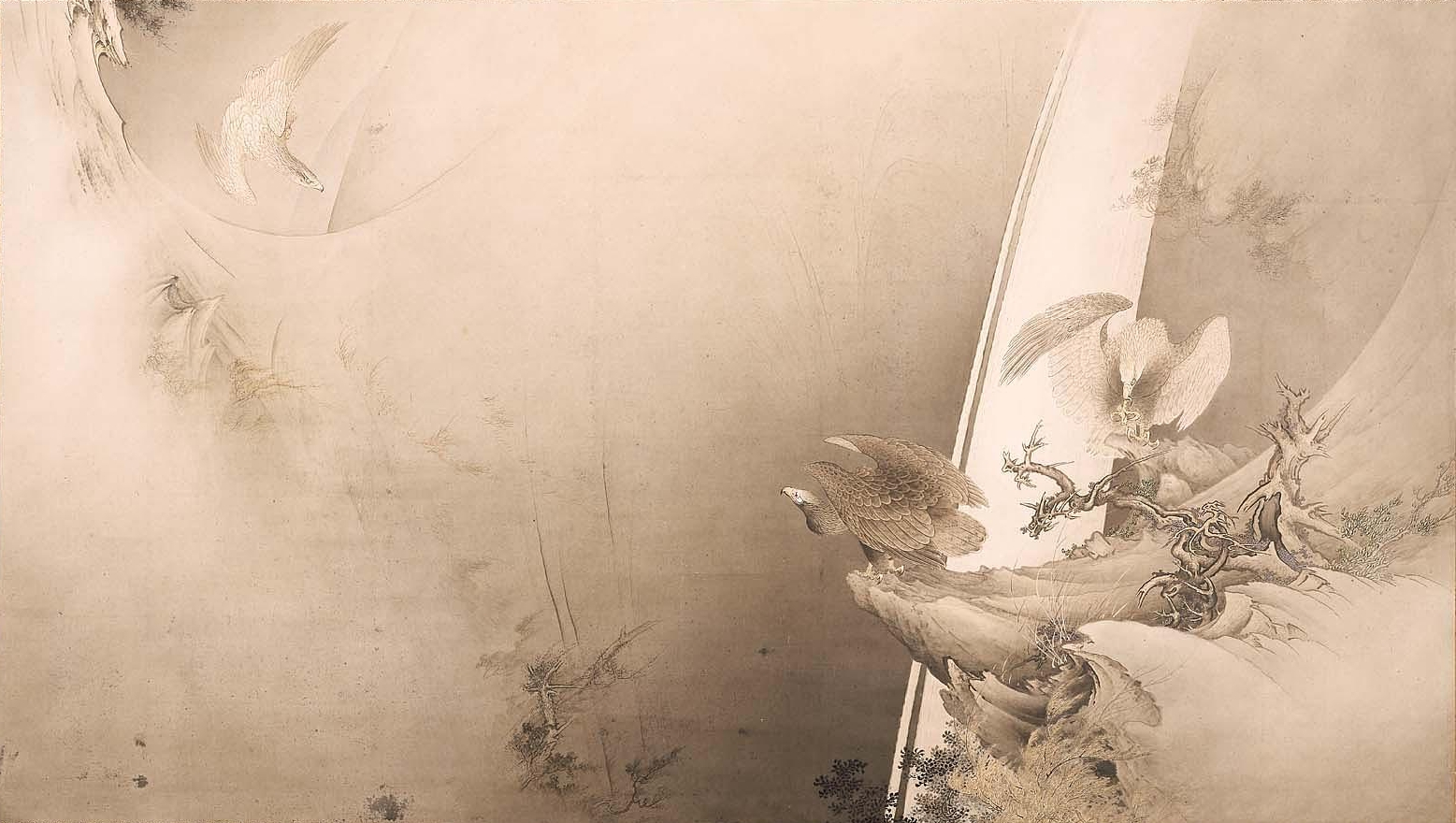
谿間雄飛図 1885年 ボストン美術館蔵

同じ年に生まれ、同時代を生きた高橋由一が、日本近代洋画の最初の画家だとすると、近代日本画史の最初を飾るのは芳崖であろう。由一にとってイギリス人画家ワーグマンとの出会いが決定的であったのと同様、芳崖にとってはアメリカ人の美術史家フェノロサとの出会いが重要であった。日本美術を高く評価していたフェノロサは、日本画の伝統に西洋絵画の写実や空間表現を取り入れた、新・日本画の創生を芳崖に託した。鮮やかな西洋顔料を取り入れた「仁王捉鬼図（）」は鑑画会大会で一等となり、たちまち、注文をさばききれないほどの人気画家となった。フェノロサは、芳崖の仁王捉鬼図を当時の総理、伊藤博文に見せて日本画の可能性を示し、東京美術学校（後の東京藝術大学）設立の契機とした。
フェノロサと知り合った明治15年（1882年）、肺を病み、すでに54歳であった芳崖に残された時間はあまり多くなかったが、さまざまな試行錯誤の結果、畢生の名作「悲母観音」が誕生した。この絵の観音像の衣文表現などには仏画や水墨画の描法が看取される一方、色彩感覚や空間把握には西洋画の息吹が感じられる。芳崖は東京美術学校の教官に任命されたが、「悲母観音」を描き上げた4日後の1888年11月5日、同校の開学を待たずに死去した。享年61。墓所は東京谷中の長安寺。芳崖の父の菩提寺である下関の覚苑寺には、芳崖の座像がある。

## 弟子
弟子に、芳崖四天王と呼ばれた歴史画を良くした岡倉秋水（岡倉覚三〈天心〉の甥）、山水画に特色がある本多天城、「仏画師」と称した高屋肖哲、草花図を得意とした岡不崩など。芳崖死後、明治29年（1896年）の『太陽』（二巻二号）には、河鍋暁斎、菊池容斎と共に「近世の三大画家」と紹介されているが、芳崖本人は彼らの画に不満だったらしく、「北斎や暁斎は腕が余り達者過ぎて下品なものになったのだ。容斎や是真なども器用が過ぎたのである」と弟子の岡不崩に漏らしている。

## 代表作
| 作品名         | 技法           | 形状・員数 | 寸法（縦x横cm） | 所有者                                      | 年代                       | 落款・印章   | 備考 |
| -------------- | -------------- | ---------- | --------------- | ------------------------------------------- | -------------------------- | ------------ | --- |
| 繋馬図         | 板絵著色       | 絵馬1面    | 31.2x40.2       | 東西山瀬地区（下関市立美術館寄託）          | 1842年（天保13年）         |              | 山口県指定文化財 |
| 繋馬図         | 板絵著色       | 絵馬1面    | 109.2x82.4      | 忌宮神社                                    | 1856年（安政3年）          |              | 山口県指定文化財 |
| 鏻姫像         | 紙本著色       | 1幅        | 56.2x57.0       | 下関市立長府図書館                          | 1860年（安政7年）          | 無           | 長府藩主・毛利元運息女・鏻子が、安政7年2月同藩家老・細川周崔に嫁ぐ際に描かれた。狆を抱いた立ち膝姿で表し、容貌には像主の性格がよく表れている。 |
| 武内宿祢投珠図 | 板絵著色       | 絵馬1面    | 83.8x58.0       | 忌宮神社                                    | 1864年（元治元年）         |              | 山口県指定文化財 |
| 駿牛図         | 板絵著色       | 絵馬1面    | 37.2x57.5       | 菅原神社（下関市）（住吉神社 (下関市)寄託） | 1864年（元治元年）         |              | 山口県指定文化財 |
| 韓信股潜図     | 板絵著色       | 絵馬1面    | 64.3x95.1       | 忌宮神社                                    | 1865-67年（慶応年間）頃    |              | 山口県指定文化財 |
| 予譲裂衣図     | 板絵著色       | 絵馬1面    | 60.9x91.6       | 住吉神社 (下関市)                           | 1865-67年（慶応年間）頃    |              | 山口県指定文化財 |
| 寿老人図       | 紙本墨画淡彩   | 1幅        | 183.2x78.5      | 静岡県立美術館                              | 1881-85年（明治14-18年）頃 |              | |
| 犬追物図衝立   | 紙本著色       | 1基        | 95.1x158.5      | 三の丸尚蔵館                                | 1882年（明治15年）頃       |              | |
| 観音           | 絹本墨画淡彩   | 1幅        | 163.6x84.8      | フリーア美術館                              | 1883年（明治16年）頃       | 款記「芳崖」 | 第2回パリ日本美術縦覧会出品。後年の悲母観音図に先行する作品。                                                                                  |
| 壽老人         | 紙本墨画著色   | 1幅        | 125.5x182.0     | 泉屋博古館分館                              | 1877-86年（明治10年代）    |              | |
| 柳下放牛図     | 紙本著墨画淡彩 | 1幅        | 58.7x112.85     | 福井県立美術館                              | 1885年                     |              | |
| 伏竜羅漢       | 紙本著色       | 1幅        | 149.0x89.5      | 福井県立美術館                              | 1885年                     |              | |
| 谿間雄飛図     | 紙本墨画淡彩   | 1幅        | 93.2x165.7      | ボストン美術館                              | 1885年                     |              | |
| 江流百里図     | 紙本墨画       | 額1面      | 61.6x136.7      | ボストン美術館                              | 1885年                     |              | |
| 仁王捉鬼図     | 紙本著色       | 1幅        | 123.8x64.0      | 東京国立近代美術館                          | 1886年                     |              | |
| 不動明王       | 紙本著色       | 1幅        | 158.0x78.8      | 東京藝術大学                                | 1887年                     |              | 重要文化財。原図はフリーア美術館が所蔵している                                                                                                 |
| 大鷹           | 絹本墨画       | 1幅        | 325.3x203.9     | 東京藝術大学                                | 1888年                     |              | |
| 悲母観音       | 絹本著色       | 一面       | 195.8x86.1      | 東京藝術大学                                | 1888年                     |              | 重要文化財。絶筆。 |

## ギャラリー

仁王捉鬼図（1886年、東京国立近代美術館）
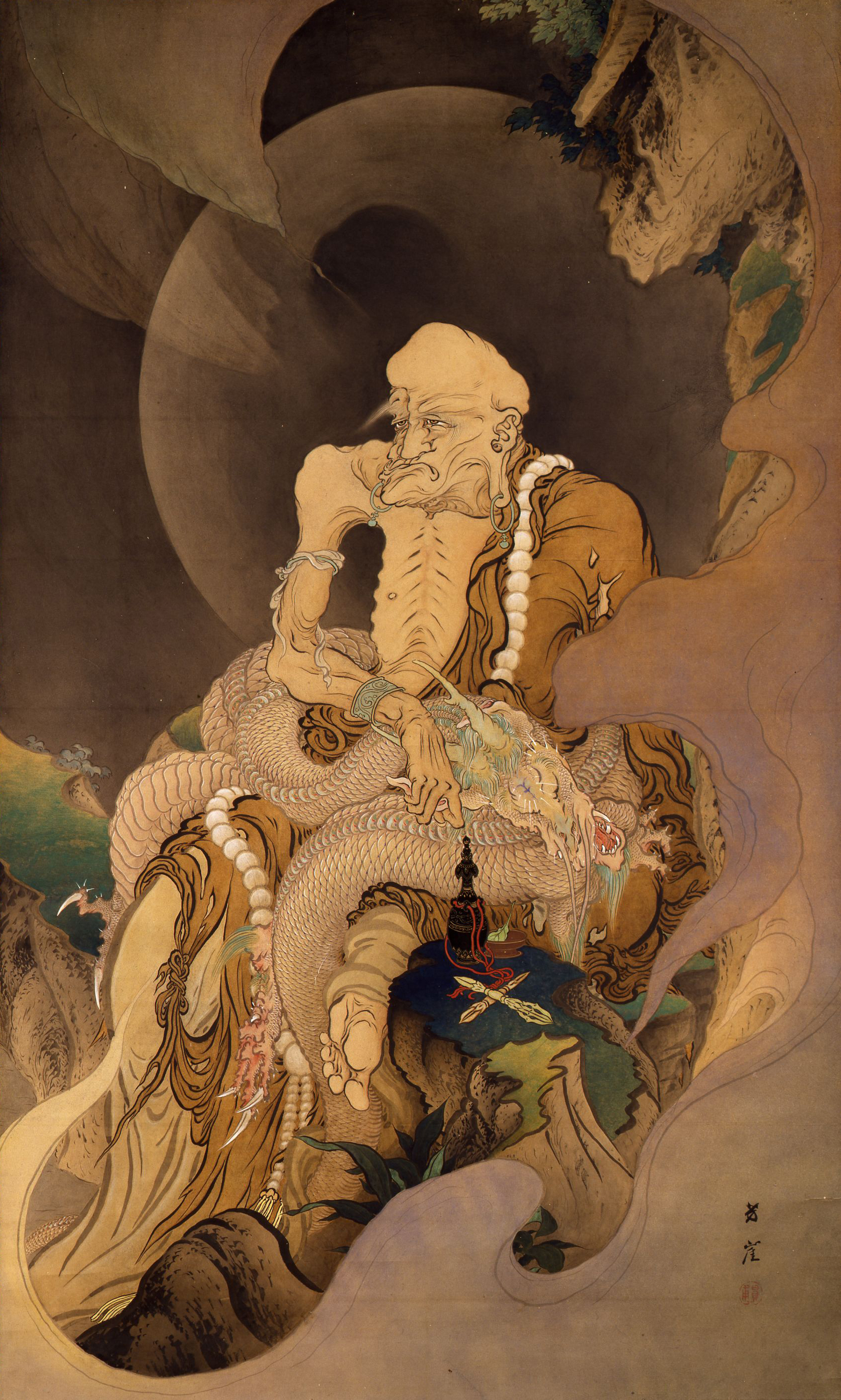
伏龍羅漢（1885年、福井県立美術館）
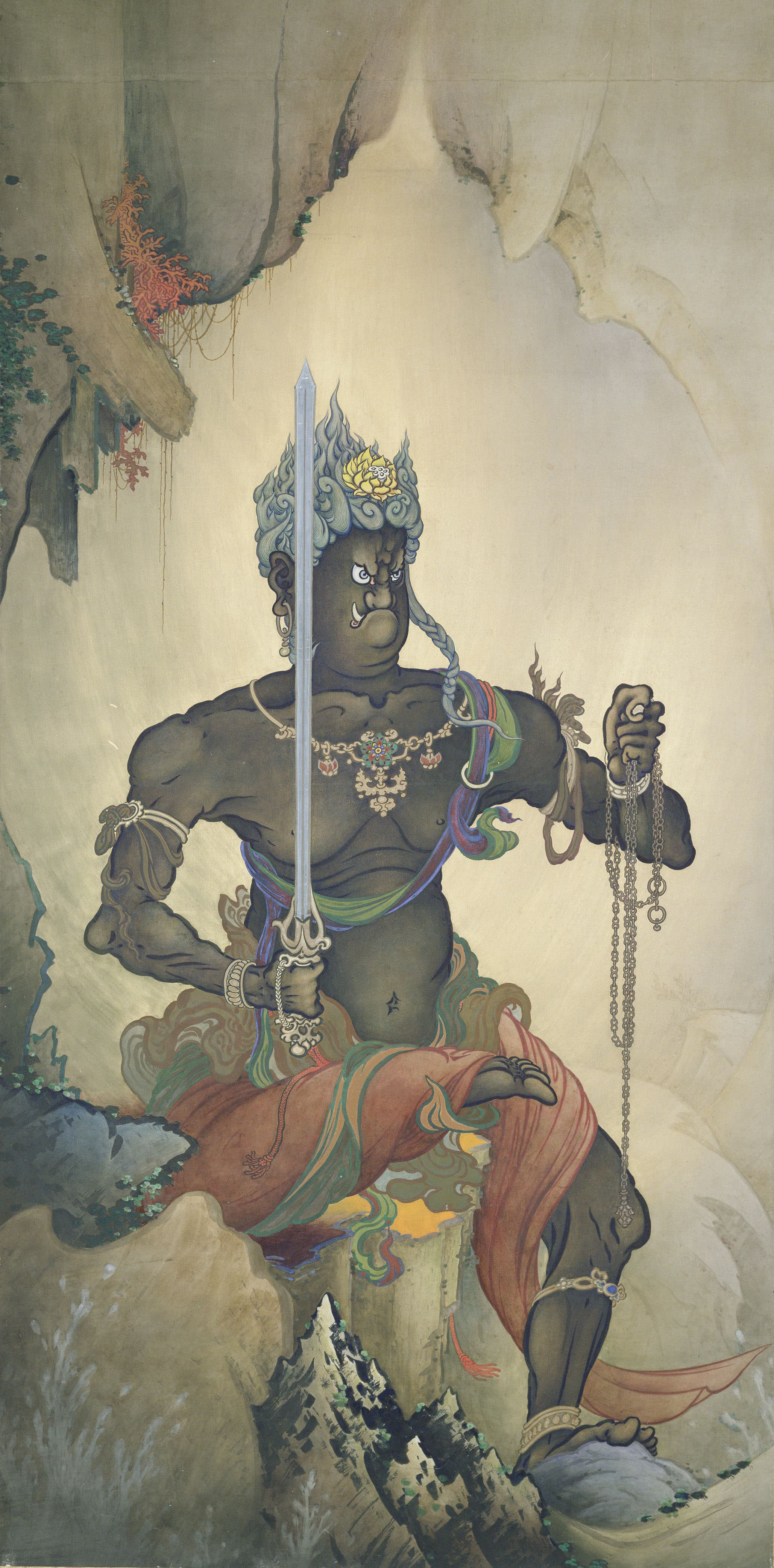
不動明王（1887年、東京藝術大学）重要文化財
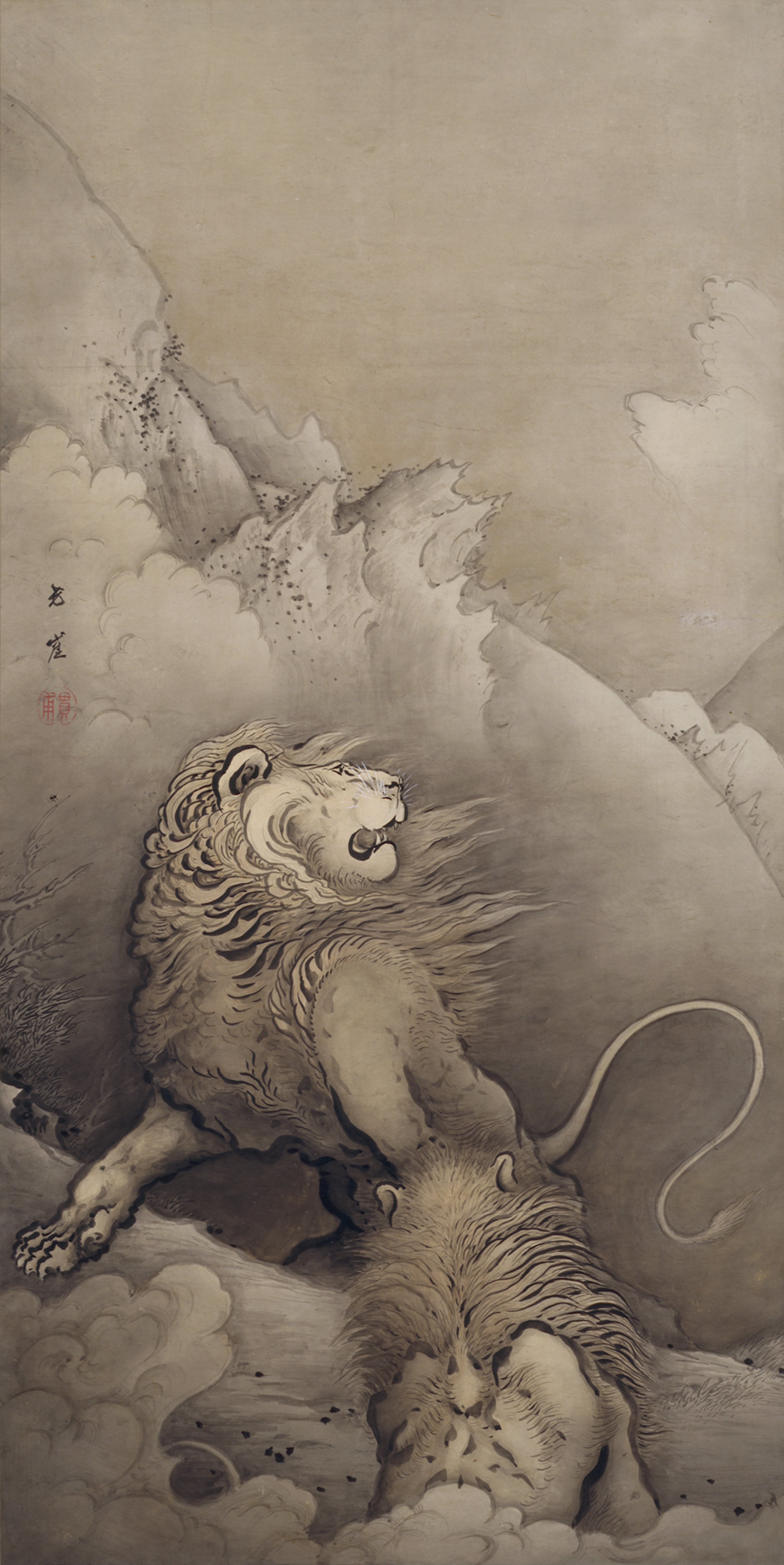
獅子図（1886年頃、東京藝術大学）
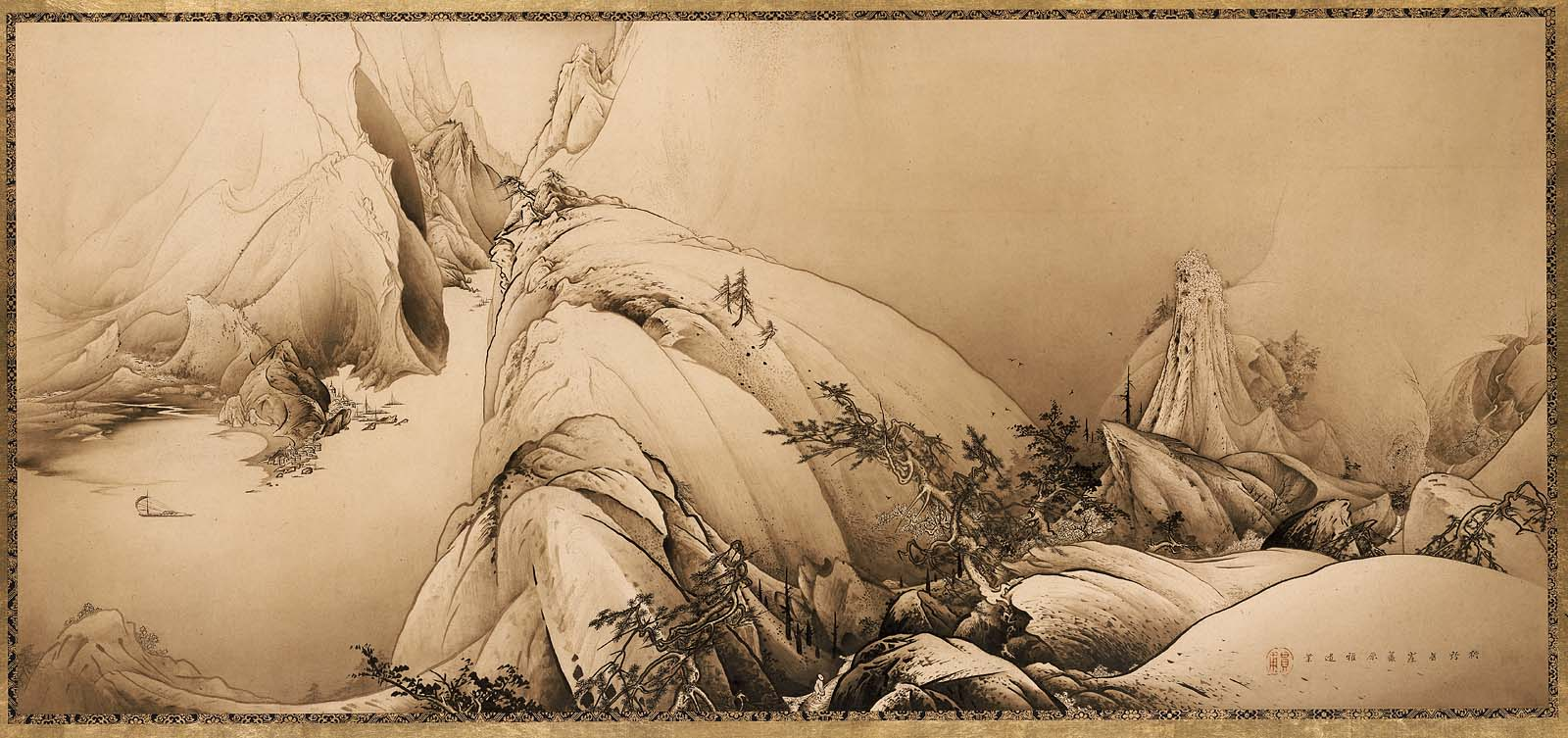
江流百里図（1885年頃、ボストン美術館）
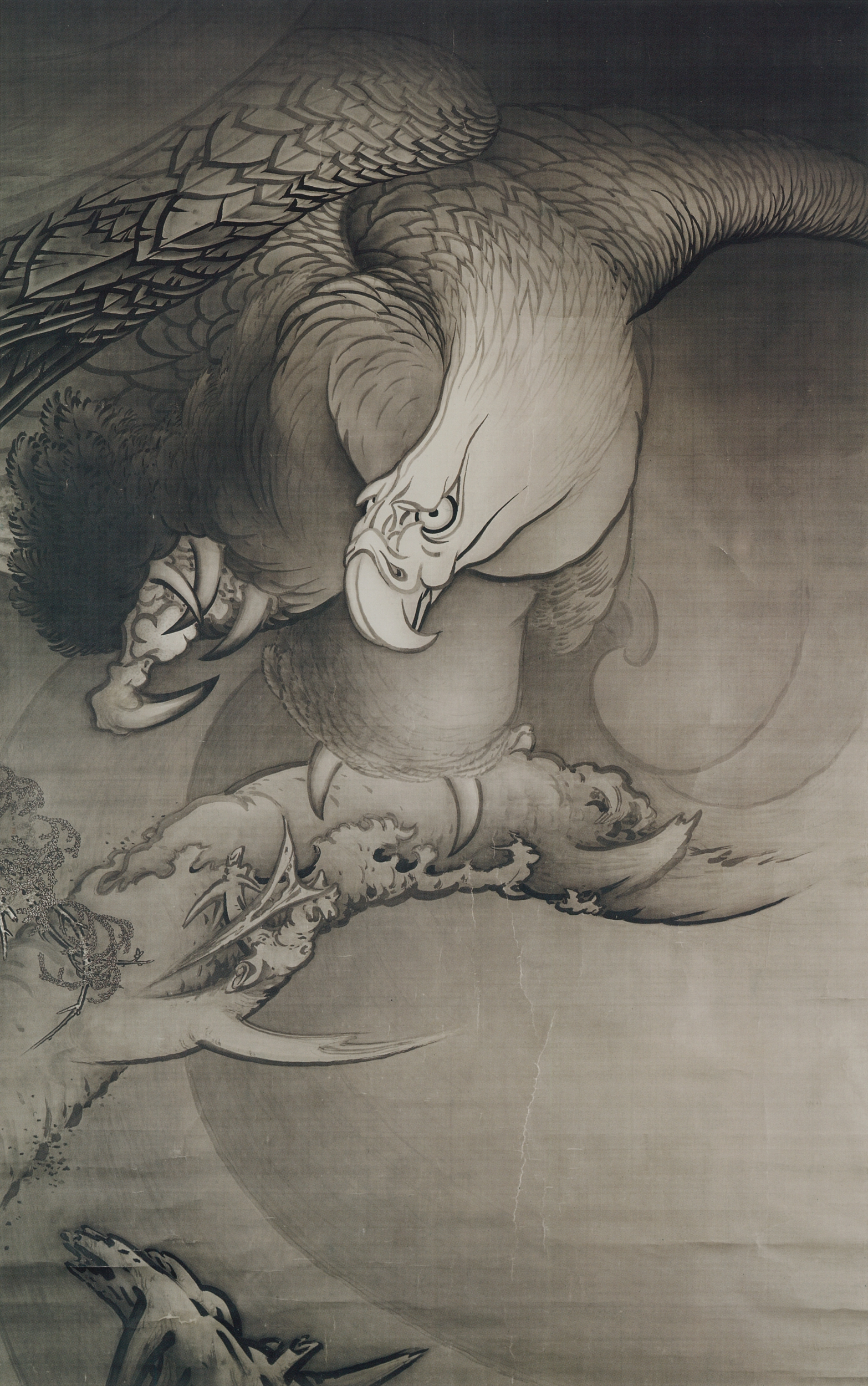
大鷲（1888年、東京国立近代美術館）
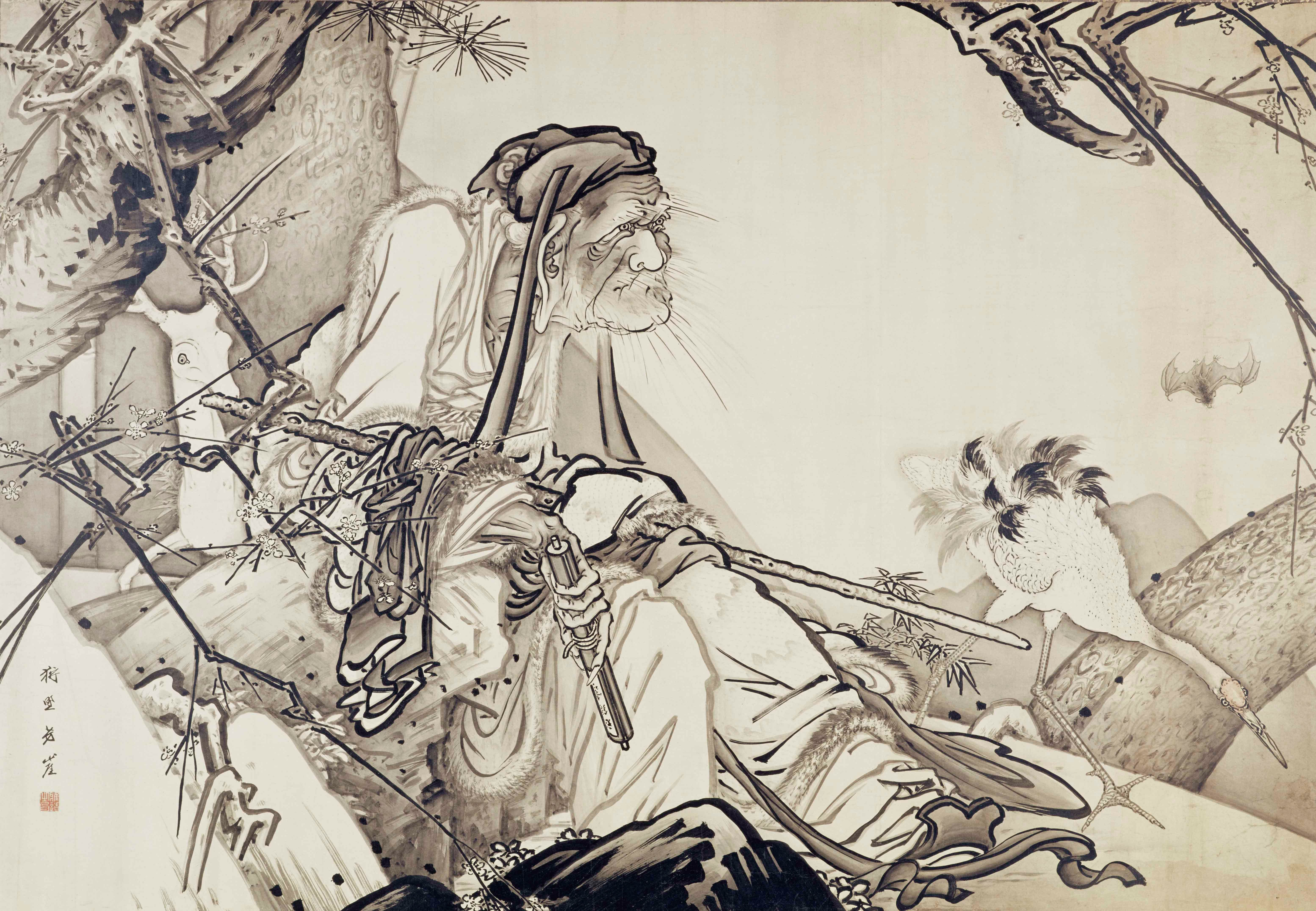
壽老人(1877-1886年頃、泉屋博古館分館)

## 参考資料
- 日本美術院百年史編集室編 『日本美術院百年史 第一巻 上』 日本美術院、1989年
- 古田亮 『狩野芳崖・高橋由一　日本画も西洋画も帰する処は同一の処』 ミネルヴァ書房 <ミネルヴァ日本評伝選>、2006年 ISBN 978-4-623-04561-7
- 佐藤康宏 『日本美術史（'08）』 放送大学教育振興会、2008年 ISBN 978-4-595-30822-2

展覧会図録
- 山口県立美術館編集・発行 『開館記念特別展 生誕150年狩野芳崖図録』 1979年10月6日
- 京都国立博物館編集 『没後一〇〇年記念 特別展 狩野芳崖─近代日本画の先駆─』  京都新聞社、1989年2月28日
- 古田亮ほか編集 『狩野芳崖 悲母観音への軌跡 ―東京藝術大学所蔵品を中心に―』 芸大美術館ミュージアムショップ （有）六文舎、2008年8月
- 野地耕一郎 平林彰 椎野晃史編集 『狩野芳崖と四天王 近代日本画、もうひとつの水脈』 求龍堂、2017年9月23日、ISBN 978-4-7630-1723-9